# Luftinduktion
Unter Luftinduktion (lateinisch inducere ‚hineinführen‘) versteht man den Effekt, dass eingeleitete Luft andere vorhandene Luft mitreißen kann. Insbesondere in der Lüftungs- und Klimatechnik werden bei der Verdünnungslüftung im Raum Lufteinlässe verwendet, die mit der einströmenden Luft beachtliche Mengen Raumluft vermischen können.